# Folke Gregersson (Lillie)
Folke Gregersson (Lillie), död 1507, var en svensk riddare och riksråd.

## Biografi
Gregersson var son till Greger Matsson (Lillie) och Ramborg Gustafsdotter. Han var 16 december 1497 riddare och fick då Viste härad i förläning. Under 1497 anklagades han av kyrkoherden Otto i Fröslunda församling, för att ha våldgästat honom. Gregersson blev 1504 riksråd. Han avled 1507.

### Egendom
Han ägde Åkerö slott i Bettna socken.

### Familj
Gregersson gifte sig 15 september 1499 i Söderköping med Brita Hansdotter. Hon var dotter till lagmannen Hans Åkesson (Tott) och Kerstin Eriksdotter (Gyllenstierna af Lundholm). De fick tillsammans barnen Greger Folkesson och Erik Folkesson.